# Brink's Company
La Brink's Company è una storica banca privata  statunitense fondata nel 1859, con filiali sparse in tutto il mondo. La sua sede è a Richmond, in Virginia.

## Storia
La società è particolarmente nota per l'utilizzo di camion blindati resistenti ai proiettili che trasportano denaro e beni di valore (il servizio una volta utilizzato per trasportare il diamante Hope da un'asta a casa dell'acquirente). Brink's, inoltre, è un fornitore di servizi di sicurezza per banche, rivenditori e gioiellieri.  
Nel 1962, Brink's fu acquisita da Pittston, una compagnia di carbone. Burlington Air Express è stata acquisita nel 1982. Brink's Home Security è stato avviato nel 1983. Pittston vendette le sue attività carbonifere negli anni 2000 e rinominò la società Brink's. Anche l'unità di sicurezza domestica è stata scorporata. 
Una parte significativa dell'attività di Brink's è condotta a livello internazionale, con l'82% dei 3,9 miliardi di dollari di ricavi realizzati al di fuori degli Stati Uniti nel 2013. La maggior parte dei ricavi consolidati di Brink's nel 2013 è stata realizzata in operazioni situate in nove paesi, ciascuna delle quali ha contribuito in oltre 100 milioni di dollari di ricavi. I ricavi del 2013 da questi paesi sono stati pari a 3,0 miliardi di dollari, pari al 79% dei ricavi consolidati. Queste operazioni, in ordine decrescente di ricavi, sono state Stati Uniti, Francia, Messico, Brasile, Venezuela, Canada, Colombia, Argentina e Paesi Bassi.
Nel gennaio 2012, Brink's ha acquisito Kheops, SAS, un fornitore di software logistico e servizi correlati in Francia, per circa $ 17 milioni. Questa acquisizione ha dato alla società il controllo proprietario del software utilizzato principalmente nelle operazioni di cash-in-transit e di elaborazione del denaro in Francia. 
Il 31 gennaio 2013, Brink's ha acquisito la brasiliana Rede Transacoes Eletronicas Ltda. ("Redetrel") per circa 26 milioni di dollari. Redetrel distribuisce prodotti elettronici prepagati, incluso il tempo di trasmissione della telefonia mobile, attraverso una rete di circa 20.000 punti vendita in tutto il Brasile. La forte rete di distribuzione di Redetrel integra l'attività di pagamento esistente di Brink, ePago, che ha operazioni in Brasile, Messico, Colombia e Panama.

## Brink's Home Security
La Brink's aveva una linea di business nella sicurezza domestica chiamata Brink's Home Security che rappresentava il 15% delle entrate di Brink nel 2008; Quell'anno decise di scorporare l'attività in una società quotata in borsa separata per concentrarsi sulle sue altre attività. [6] La società è stata rinominata Broadview nel 2009 con una massiccia campagna pubblicitaria. Broadview è stata acquisita e fusa in The ADT Corporation nel 2010.  
Nel 2018, Brink's è rientrato nel business attraverso un accordo di licenza del marchio, ricreando il marchio Brinks Home Security.

## Rapine e incidenti

### La Great Brink's Robbery
La Great Brink's Robbery fu una rapina a mano armata al Brinks Building all'angolo tra Prince St. e Commercial St. nel North End di Boston, Massachusetts, la notte del 17 gennaio 1950. Guidati dal piccolo criminale di Boston Tony "Fats" Pino, 11 uomini hanno fatto irruzione e rubato $ 1.218.211,29 in contanti e $ 1.557.183,83 in assegni, vaglia postali e altri titoli. All'epoca, era la più grande rapina nella storia degli Stati Uniti.

### La tentata rapina del 1981
l 20 ottobre 1981, i membri della Weather Underground Organization e del Black Liberation Army tentarono una rapina a mano armata contro un'auto blindata di Brink a Nanuet, New York. La rapina ha provocato una sparatoria che ha lasciato due agenti di polizia, Edward O'Grady e Waverly Brown, e una guardia di sicurezza di Brink, Pete Paige, morti. Il partner di Paige, Joe Trombino, fu gravemente ferito nello scontro a fuoco ma sopravvisse. In seguito morì nel World Trade Center durante gli attacchi dell'11 settembre 2001.

### La rapina a Roma del 1984
La sera del 23 marzo 1984, la sede della banca venne assaltata da quattro uomini con il volto coperto da maschere, prelevano, verso l'ora di chiusura, una delle guardie giurate, Franco Parsi. 
Il custode avrebbe dovuto iniziare il nuovo turno soltanto la mattina di lunedì 25 marzo, due giorni dopo. Lo condussero a casa, dicendo a lui ed ai famigliari di essere un commando delle Brigate Rosse. Lo tennero in ostaggio fino all'alba della mattina successiva insieme alla moglie, alla suocera ed ai figli. Poi uno dei rapinatori rimase nell'abitazione per tenere a bada i familiari, virtualmente degli ostaggi veri e propri, mentre gli altri tre condussero la guardia giurata, che aveva le chiavi, al caveau della banca, dove disarmarono altri due agenti e senza sparare un colpo portarono via denaro liquido, traveller's cheque, oro e preziosi per una cifra astronomica, che fu stimata intorno a 35-37 miliardi.